# Сильга (приток Васюгана)
Си́льга — река в России, протекает по Томской области, правый приток реки Васюган. Устье реки находится в 65 км по правому берегу реки Васюган. Длина реки составляет 67 км. Площадь водосборного бассейна — 507 км².
- В 2,5 км от устья реки находится село Наунак.
- В 39 км от устья по правому берегу — приток Малая Сильга.

Название Сильга происходит из южноселькупского языка: си — соболь, га — река.
В 2014 году в месте пересечения с т. н. Северной широтной дорогой через реку построен мост.

## Данные водного реестра
По данным государственного водного реестра России относится к Верхнеобскому бассейновому округу, водохозяйственный участок реки — Васюган, речной подбассейн реки — бассейны притоков Оби (верхней) от Кети до Васюгана. Речной бассейн реки — Обь (верхняя) до впадения Иртыша.